# Sobień (Zgierz)
Pour les articles homonymes, voir Sobień.
Sobień est une localité polonaise de la gmina d'Aleksandrów Łódzki, située dans le powiat de Zgierz en voïvodie de Łódź.